# Albert Séguin
Albert Séguin (n. 8 martie 1891, Vienne, Isère, Franța – d. 29 mai 1948, Villefranche-sur-Saône, Rhône-Alpes, Franța) a fost un gimnast artistic ce a reprezentat Franța, medaliat olimpic. A participat la o ediție a Jocurilor Olimpice (1924) în care a câștigat o medalie de aur și două medalii de argint.